# Egyptische luchtmacht
De Egyptische luchtmacht (Arabisch: القوات الجوية المصرية, El Qūwāt El Gawīyä El Maṣrīya) is de luchtvaarttak van de Egyptische strijdkrachten. Het is verantwoordelijk voor alle luchtmissies en opereert alle militaire vliegtuigen, inclusief vliegtuigen die worden gebruikt in de ondersteuning van de Egyptische landmacht, marine en luchtverdediging. Dat laatste strijdkracht-onderdeel werd in de jaren zeventig als een afzonderlijk commando gecreëerd en coördineert met de luchtmacht de luchtverdedigingsoperaties.
De primaire rol van de Egyptische luchtmacht is de luchtverdediging van het land, met secundaire taken de legerondersteunende operaties. Het verzorgt officieel transport door de overheid en voert internationale zoek- en reddingsoperaties uit in de woestijn, de Middellandse Zee en de Rode Zee.
Het motto van de luchtmacht is 'Hoger en hoger omwille van de glorie' (Arabisch: إلى العلا في سبيل المجد, I'la 'al -'olà fī sabīl al-magd).

## Oprichting

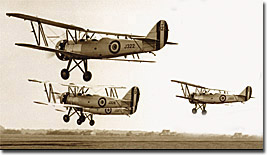
De eerste vliegtuigen van de Egyptische luchtmacht

Eind 1928 stelde het parlement van Egypte de oprichting voor van een Egyptische luchtmacht. Het Egyptische ministerie van oorlog kondigde aan dat het vrijwilligers nodig had voor de nieuwe legerafdeling om de eerste vier Egyptische militaire piloten te worden. Meer dan 200 Egyptische officieren meldden zich aan, maar uiteindelijk zijn er maar drie geslaagd voor strikte medische tests en technische onderzoeken. Ze werden getraind in verschillende vliegtuigen. Na hun afstuderen reisden ze naar het Verenigd Koninkrijk voor een gespecialiseerde opleiding.
Op 2 november 1930 kondigde de koning van Egypte en Soedan, Fuad I, de officiële oprichting aan van de Egyptische luchtmacht. Op 27 mei 1931 keurde de Egyptische ministerraad de aankoop goed van vijf vliegtuigen en de bouw van een vliegveld in Almaza (Caïro) met een budget van 50.000 pond. Het gekozen vliegtuig was de Britse De Havilland Gipsy Moth-trainer. De vijf aangepaste vliegtuigen werden vanuit Engeland naar Egypte gevlogen en bij aankomst in mei 1932 werd de luchtmacht opgericht en werd het militaire vliegveld Almaza formeel geopend. In 1934 leverde de Britse regering tien Avro 626-vliegtuigen, de eerste echte Egyptische militaire vliegtuigen. Later volgende ook vliegtuigen van het type Avro Anson.
In 1937 werd de luchtmacht van de rest van het Egyptische leger gescheiden en werd een onafhankelijke tak genaamd de Royal Egyptian Air Force (REAF).

## Geschiedenis
De Egyptische luchtmacht had weinig betrokkenheid bij de Tweede Wereldoorlog. De Britse Royal Air Force stationeerde wel gevechtsvliegtuigen op diverse vliegvelden in Egypte en werkte soms samen met de Egyptische collega's. Egypte probeerde zich echter zo neutraal mogelijk op te stellen in de oorlog. Als gevolg hiervan werden weinig extra vliegtuigen door Groot-Brittannië geleverd, maar toch ontving Egypte zijn eerste moderne jagers, Hawker Hurricanes en een klein aantal Curtiss P-40 Tomahawks. In de naoorlogse periode werden goedkope oorlogsvliegtuigen, waaronder een groot aantal Supermarine Spitfire Mk.IX's, aangekocht.
Tegen het midden van de jaren zestig waren de Britse vliegtuigen volledig vervangen door Sovjet-hardware, voornamelijk de MiG-21. De Sovjet-Unie werd de belangrijkste leverancier van de Egyptische luchtmacht en vele andere Arabische staten. De MiG-21 zou de belangrijkste jager van Egypte blijven voor de komende twee decennia. In 1967 had Egypte 200 MiG-21's. De Egyptische luchtmacht begon ook met het vliegen met de Sukhoi Su-7 jager / bommenwerper midden jaren zestig.

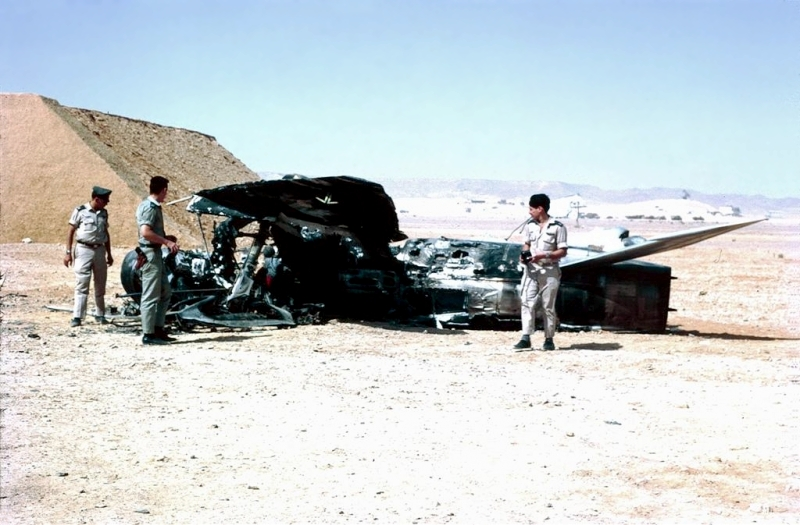
Israëlische soldaten inspecteren een neergehaald Egyptisch vliegtuig

In de Zesdaagse Oorlog van 1967 werd de gevechtscapaciteit van de Egyptische luchtmacht ernstig beschadigd nadat de Israëlische Luchtmacht verschillende luchtmachtbasissen vernietigde in een preventieve aanval met de codenaam Operation Focus. Na de oorlog vulde de Sovjet-Unie de Egyptische luchtmacht-voorraden aan en stuurde een groot aantal vliegtuigen en adviseurs naar Egypte om de luchtmacht nieuw leven in te blazen.
De luchtmacht ondersteunde ook het Egyptische leger tijdens de burgeroorlog in Noord-Jemen en de Libisch-Egyptische oorlog van 1977. Van 1977 tot 2011 zag het vrijwel geen gevechten. Sinds 1992 heeft het ook luchtvaartsteun verleend aan de politie en andere nationale veiligheidsorganisaties die zich bezighouden met de strijd tegen het terrorisme. In de afgelopen jaren heeft de luchtmacht opgetreden in de Sinaï-opstand, de Tweede Libische Burgeroorlog en de interventie in Jemen.

## Silver Stars Aerobatic Team

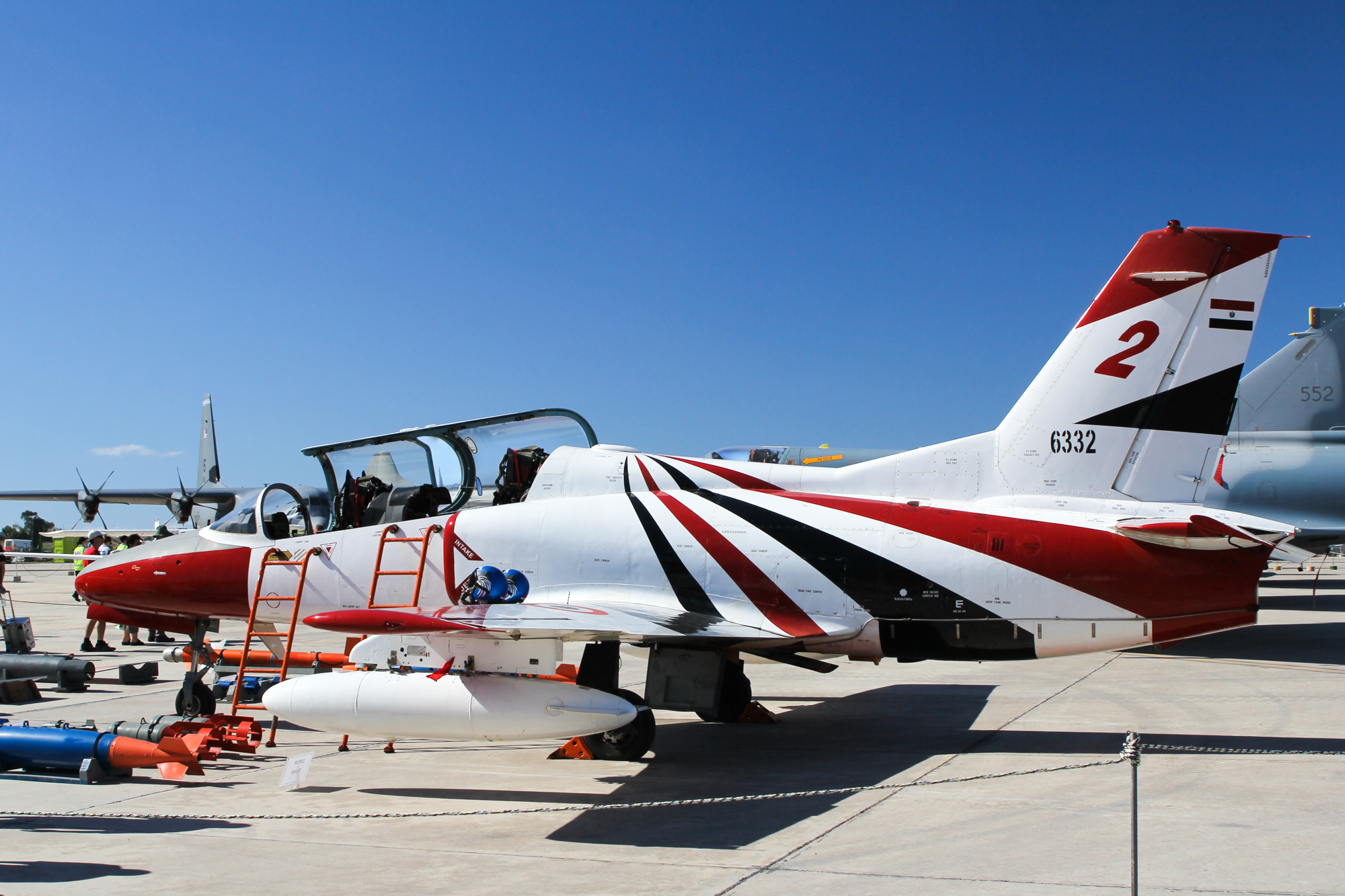
Een van de vliegtuigen van de Silver Stars

Silver Stars is het Aerobatiek-team van de Egyptische luchtmacht en vliegt met 10 K-8E Karakorum straaltrainer-vliegtuigen in witte, rode en zwarte kleuren. Alle vliegtuigen zijn uitgerust met rode, witte en zwarte rookgeneratoren. Tijdens de shows voert de Silver Stars acht verschillende formaties uit. Alle piloten zijn vlieginstructeurs aan de Egyptian Air Force Academy, gevestigd in Bilbeis Airport.
Het luchtmachtdemonstratieteam werd midden 1974 opgericht om deel te nemen aan het jubileum van de Jom Kipoeroorlog. De piloten vlogen met vier L-29 vliegtuigen geschilderd in donkergroen en bruin en geel - standaardkleurenschema. In 1984 schakelde het aerobaticeam van Sliver Stars over op zes Alpha Jet-trainingsvliegtuigen. In het volgende jaar werden de vliegtuigen van het team negen. In 2003 maakte het team de overstap naar de K-8E Karakorum-trainer. Sinds 2010 vliegt het team nu tien vliegtuigen - negen plus één solo.

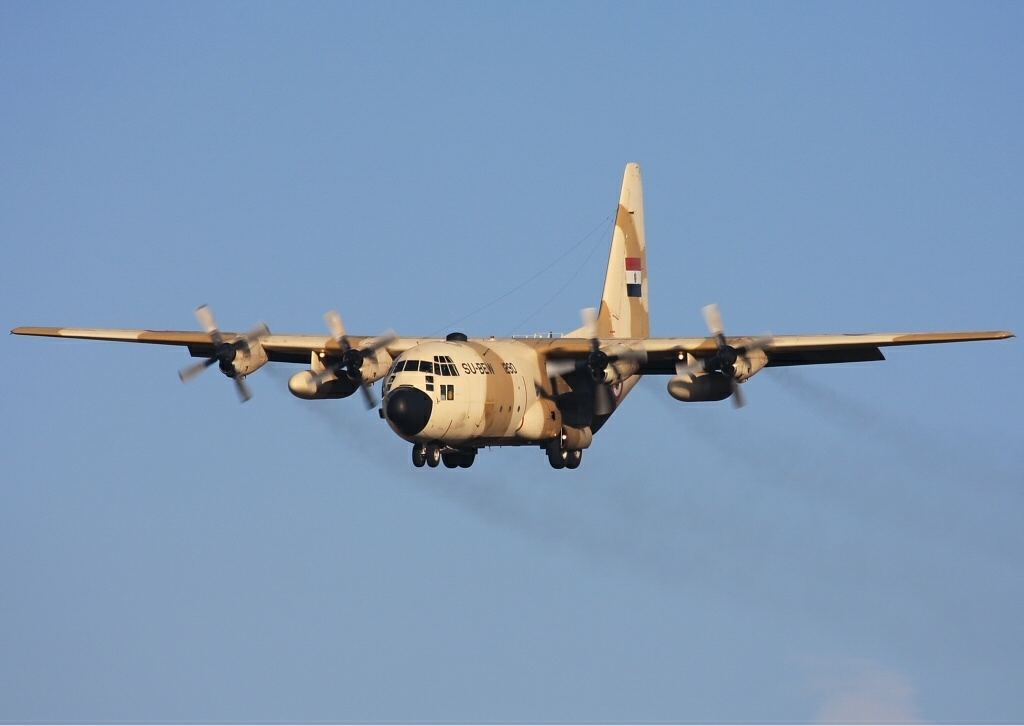
Egyptische Lockheed C-130H

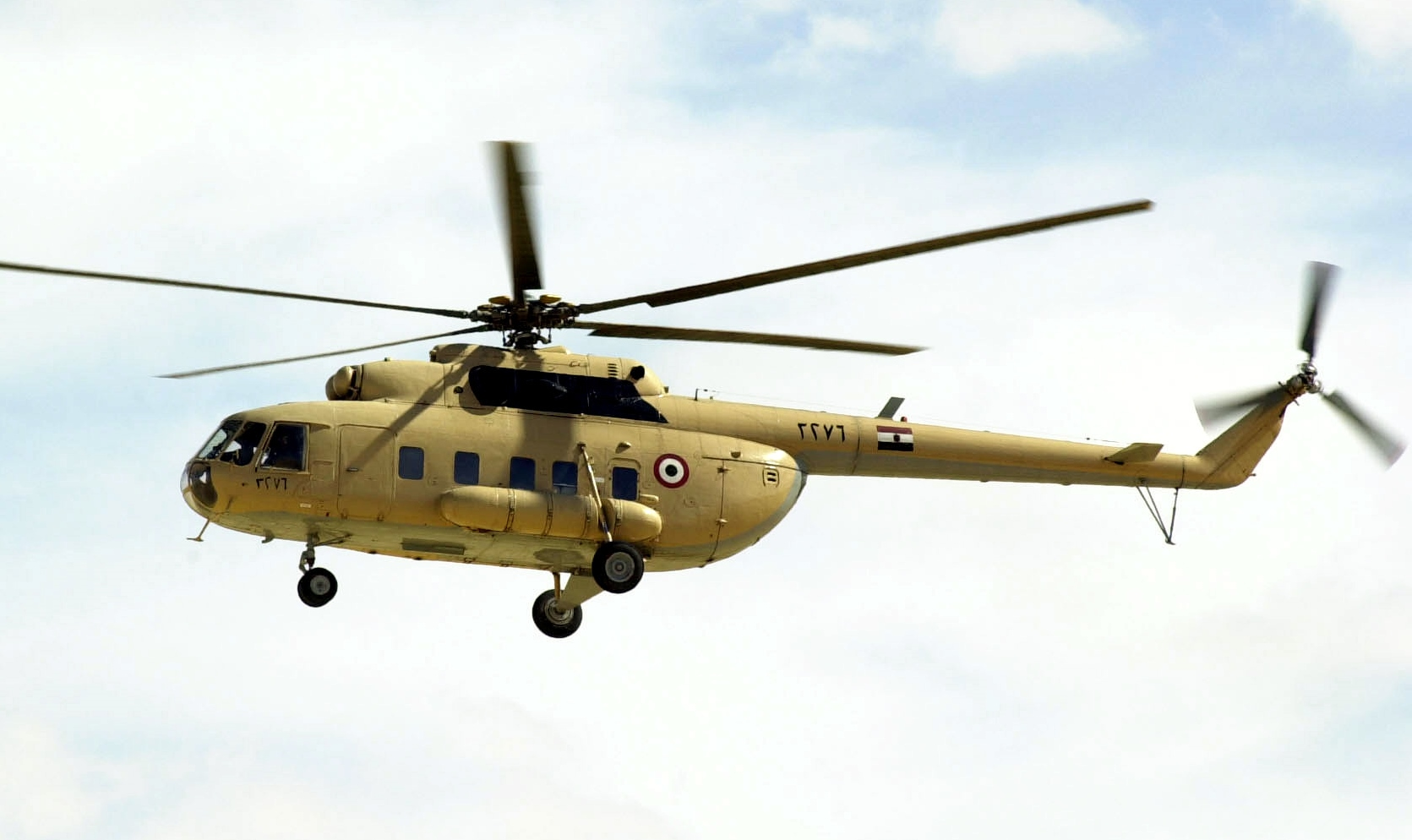
Mil Mi-8 Hip helikopter van de Egyptische luchtmacht

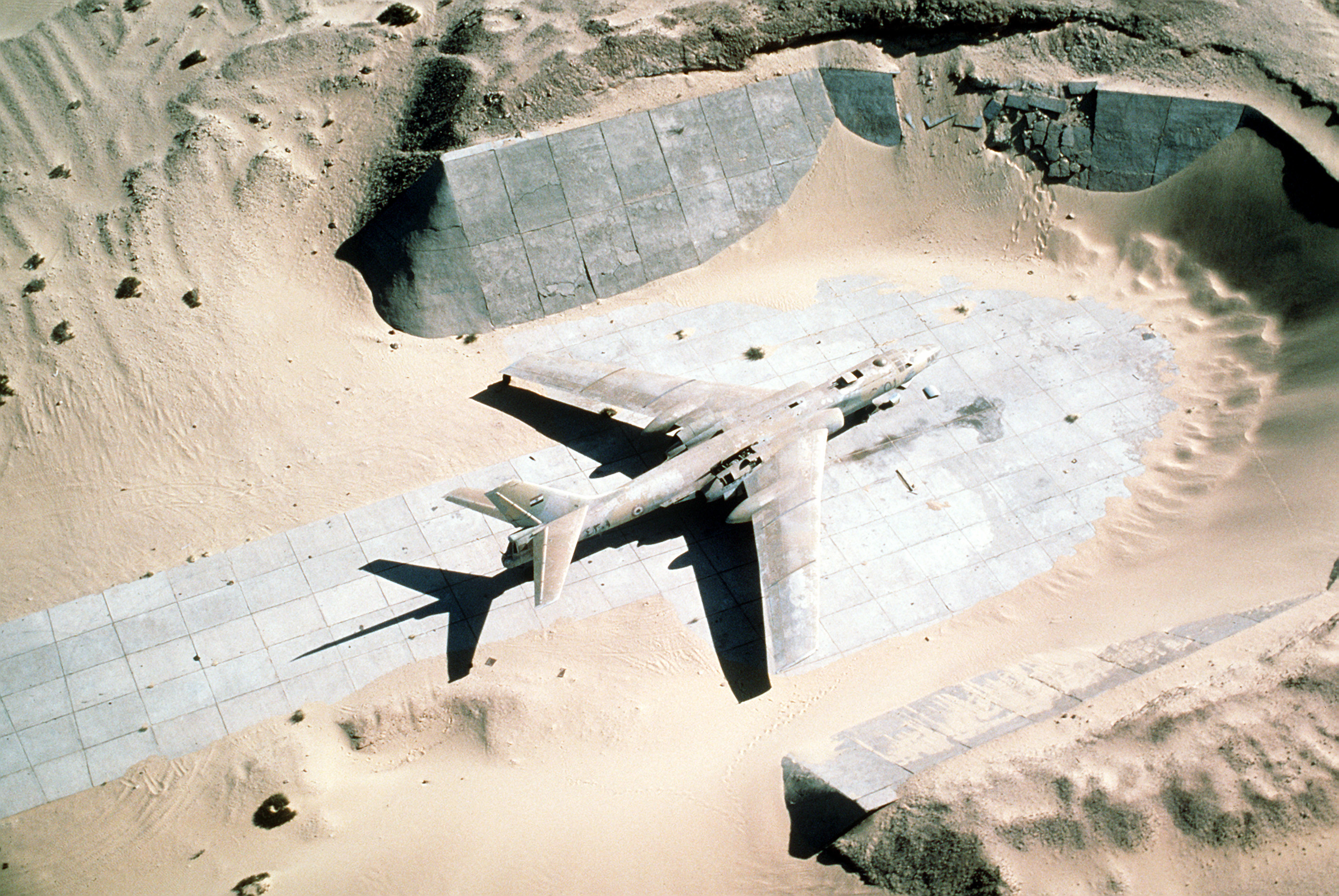
Egyptische Tu-16, buiten gebruik gesteld op een bases

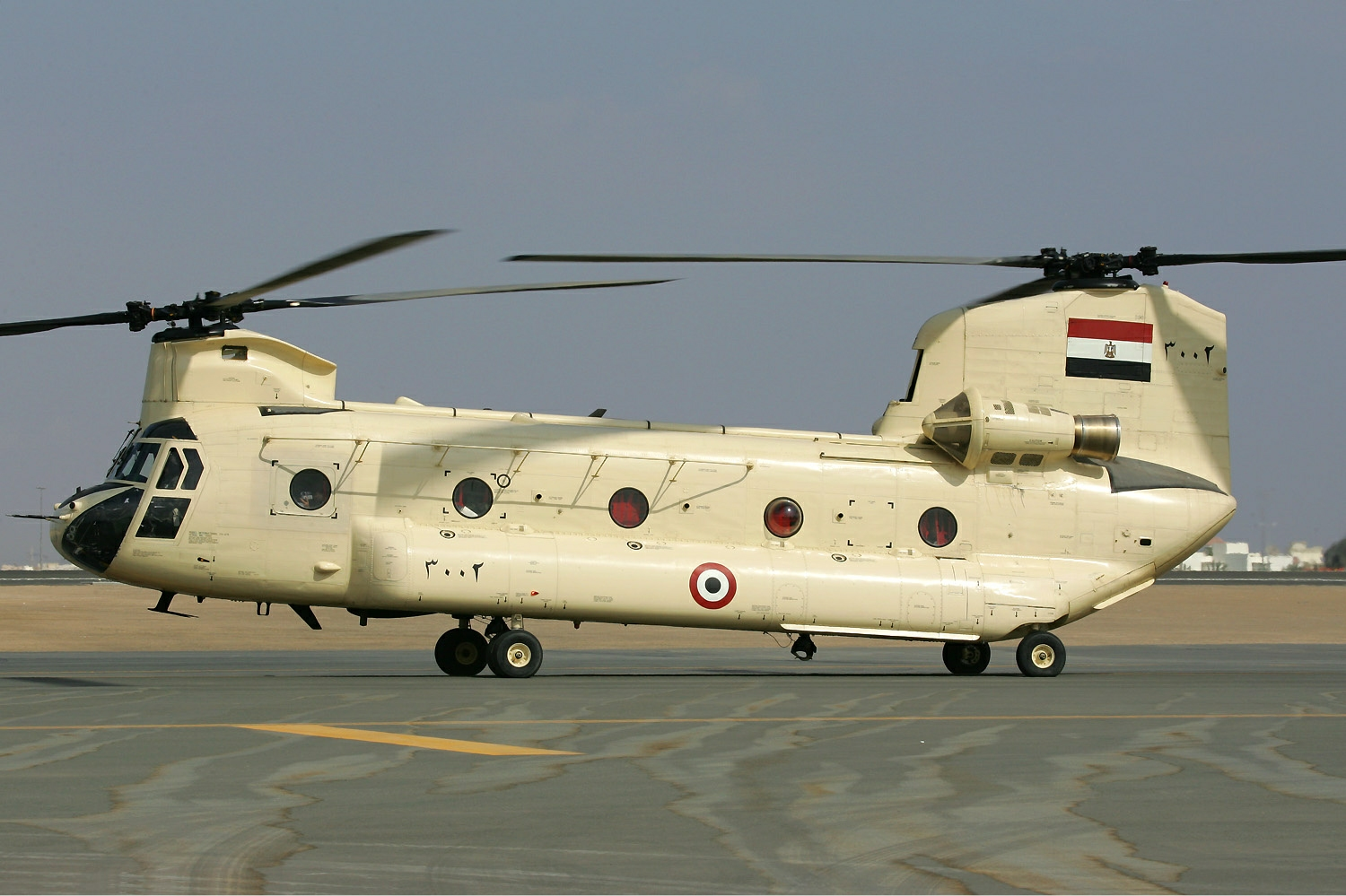
Chinook helikopter van de Egyptische luchtmacht

## Materieel
Hieronder een overzicht van het vliegende materieel dat de Egyptische luchtmacht momenteel in gebruik heeft. Daarnaast gebruikt Egypte ook verschillende modellen drones voor zowel surveillance als aanvallen en heeft het een groot aantal (oudere modellen) trainingsvliegtuigen van andere types dan hieronder staan.
| Vliegtuig             | Herkomst              | Aantal              | Opmerkingen                                                |                     |
| Gevechtsvliegtuigen   | Gevechtsvliegtuigen   | Gevechtsvliegtuigen | Gevechtsvliegtuigen                                        | Gevechtsvliegtuigen |
| --------------------- | --------------------- | ------------------- | ---------------------------------------------------------- | ------------------- |
| MiG-29                | Rusland               | 15                  | 46 in bestelling                                           |                     |
| Alpha Jet             | Frankrijk / Duitsland | 40                  |                                                            |                     |
| Mirage 5              | Frankrijk             | 75                  |                                                            |                     |
| Mirage 2000           | Frankrijk             | 15                  | Worden vanaf 2020 buiten gebruik gesteld                   |                     |
| Sukhoi Su-35          | Rusland               |                     | 24 in bestelling                                           |                     |
| Dassault Rafale       | Frankrijk             | 17                  | 24 in bestelling                                           |                     |
| F-16 Fighting Falcon  | Verenigde Staten      | 240                 | Oudste toestellen worden vanaf 2020 buiten gebruik gesteld |                     |
| Air Tractor AT-802    | Verenigde Staten      | 12                  | Overgenomen van de Verenigde Arabische Emiraten            |                     |
| AWACS                 |                       |                     |                                                            |                     |
| E-2 Hawkeye           | Verenigde Staten      | 7                   |                                                            |                     |
| Transportvliegtuigen  |                       |                     |                                                            |                     |
| CASA C-295            | Spanje                | 23                  |                                                            |                     |
| DHC-5 Buffalo         | Canada                | 8                   |                                                            |                     |
| Antonov An-74         | Oekraïne              | 3                   |                                                            |                     |
| C-130 Hercules        | Verenigde Staten      | 21                  | Ook in gebruik voor Search and rescue                      |                     |
| Beechcraft 1900       | Verenigde Staten      | 8                   |                                                            |                     |
| Helikopters           |                       |                     |                                                            |                     |
| Mil Mi-17             | Rusland               | 62                  |                                                            |                     |
| Kamov Ka-50           | Rusland               | 34                  |                                                            |                     |
| AH-64 Apache          | Verenigde Staten      | 46                  |                                                            |                     |
| CH-47 Chinook         | Verenigde Staten      | 19                  |                                                            |                     |
| Sikorsky UH-60        | Verenigde Staten      | 2                   |                                                            |                     |
| Westland Sea King     | Verenigd Koninkrijk   | 23                  |                                                            |                     |
| SH-2G Super Seasprite | Verenigde Staten      | 10                  | Uitgerust voor lokaliseren van onderzeeboten               |                     |
| Aérospatiale Gazelle  | Frankrijk             | 89                  |                                                            |                     |
| Eurocopter AS350      | Frankrijk             | 3                   |                                                            |                     |

 Egyptische landmacht ·  Egyptische marine ·  Egyptische luchtmacht ·  Egyptische luchtverdediging